# Коломоки

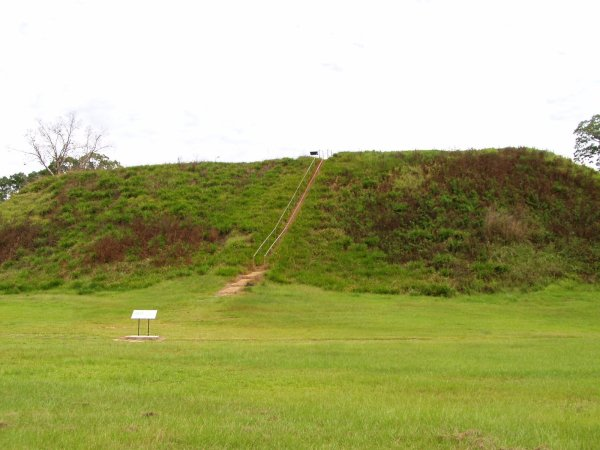
Храмовый курган

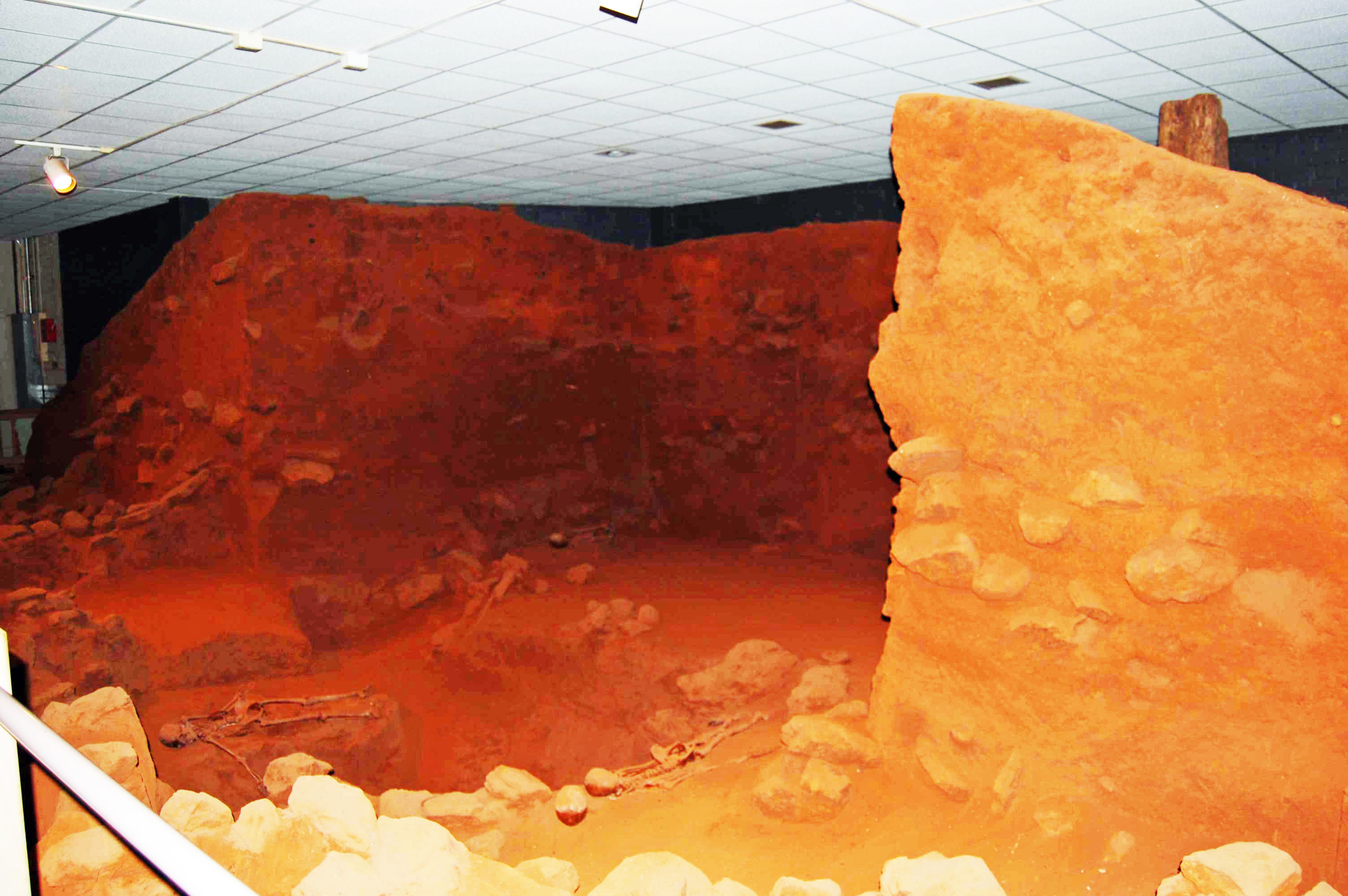
Вид изнутри музея, построенного вокруг раскопок погребального кургана.

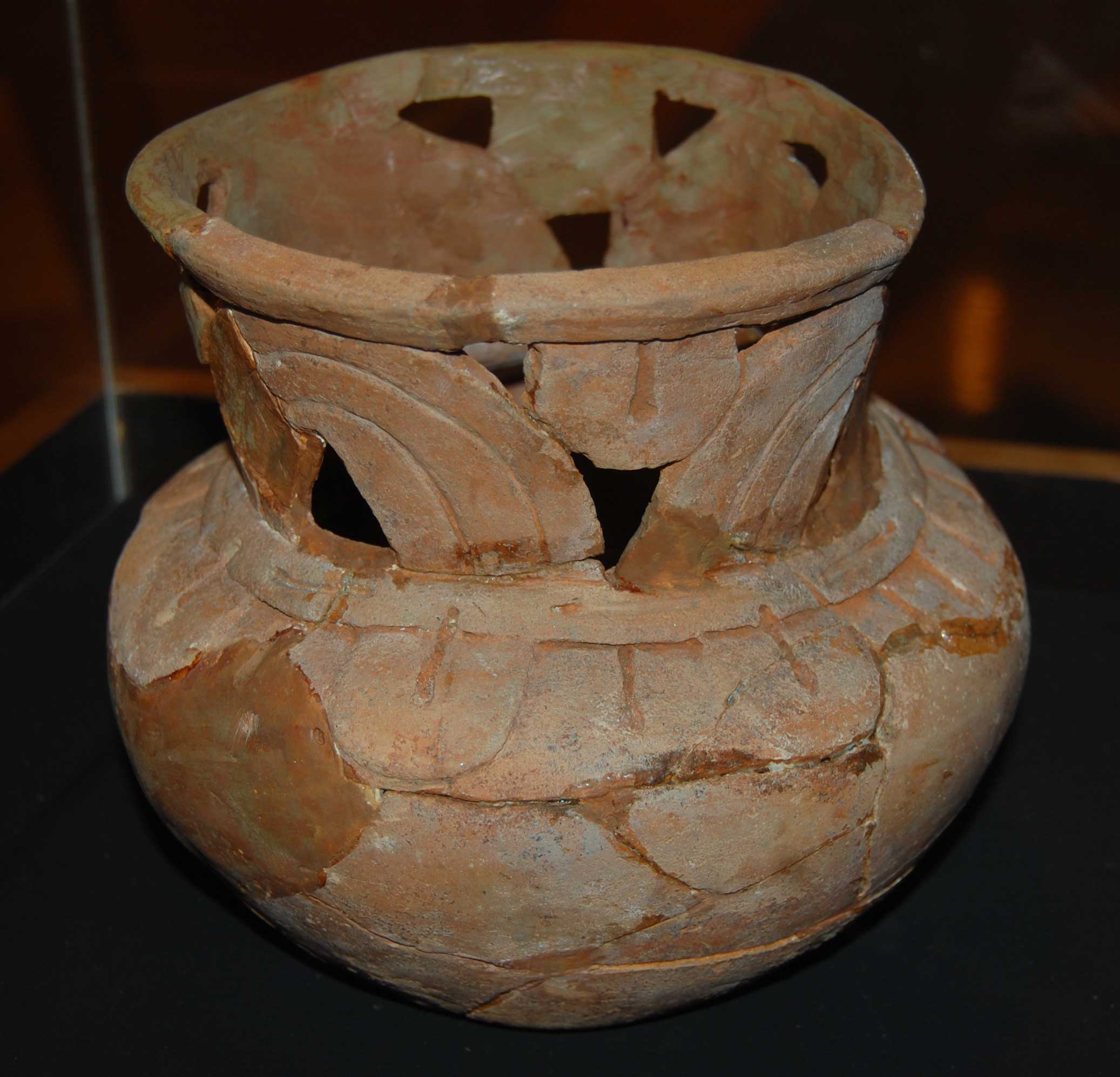
Сосуд из музея в Коломоки.

Курганы Коломоки — индейские курганы вудлендского периода, сооружённые в округе Эрли, штат Джорджия. Курганы включены в список Национальных исторических памятников в 1964 году.

## Курганы
Государственный исторический парк Коломоки-Маундз — важный археологический памятник, а также туристическая достопримечательность. Это один из наибольших по площади курганных комплексов США. В 1 тыс. н. э. Коломоки, вместе с окружающими поселениями, погребальными холмами и церемониальной площадью, был центром местной культуры. Семь земляных курганов в парке были сооружены в период 250—950 гг. индейцами культур Свифт-Крик и Уиден-Айленд. Среди этих курганов — крупнейший в Джорджии храмовый курган, два погребальных кургана и четыре небольших церемониальных кургана. Внутри музея археологического парка находится часть раскопанного кургана, где посетители могут увидеть артефакты прямо в месте находки, а также посмотреть фильм о раскопках кургана.

## Храмовый курган (Темпл-Маунд)
Храмовый курган имеет высоту около 17 метров, а основание составляет 90 на 60 метров. Исследования показывают, что для его сооружения понадобилось перенести около 2 миллионов корзин земли объёмом около 28 литров каждая. Южная половина кургана — выше на 1 метр и предположительно служила платформой — основанием храма. Поднявшись по лестнице, можно увидеть большую часть территории раскопок Коломоки. Здесь в древнем поселении жило около 1500—2000 людей в домах с тростниковой крышей, расположенных вокруг центральной площади.

## Кража в музее
Ночью в марте 1974 г. неизвестные воры пробрались в старый музей в парке и выкрали 129 керамических сосудов и статуэток, наконечников стрел и других артефактов — практически всё, что было выставлено в экспозиции. Несколько лет спустя многие из предметов были найдены в городах Майями и Сент-Огастин (Флорида). До настоящего времени не найдено более 70 предметов.